# Dickinson Richards
Dickinson Woodruff Richards Jr (Orange, 30 de Outubro de 1895 — Condado de Litchfield, 23 de Fevereiro de 1973) foi um médico e fisiologista estadunidense.
Foi agraciado com o Nobel de Fisiologia ou Medicina de 1956, por pesquisas de novos métodos e técnicas para diagnóstico e tratamento das doenças circulatórias.